# Doctor Norberto Treviño Zapata
Doctor Norberto Treviño Zapata är en ort i Mexiko.   Den ligger i kommunen Xicoténcatl och delstaten Tamaulipas, i den centrala delen av landet, 400 km norr om huvudstaden Mexico City. Doctor Norberto Treviño Zapata ligger 78 meter över havet och antalet invånare är 141.
Terrängen runt Doctor Norberto Treviño Zapata är mycket platt. Runt Doctor Norberto Treviño Zapata är det ganska glesbefolkat, med 34 invånare per kvadratkilometer. Närmaste större samhälle är Xicoténcatl, 8,6 km norr om Doctor Norberto Treviño Zapata. Trakten runt Doctor Norberto Treviño Zapata består till största delen av jordbruksmark.